# Stoidis pygmaea
Stoidis pygmaea är en spindelart som först beskrevs av Peckham, Peckham 1893.  Stoidis pygmaea ingår i släktet Stoidis och familjen hoppspindlar. Inga underarter finns listade i Catalogue of Life.